# Statistika energetiky
Statistika energetiky sleduje a prezentuje, jaké množství paliv i energií (výroba, těžba) vstupuje do tuzemského palivoenergetického komplexu, co se s nimi děje (transformace) a konečně, kde se spotřebovávají. Statistika energetiky se skládá ze základních pěti zdánlivě jednotlivých, ale ve skutečnosti vzájemně propojených, energetických statistik.
- Pevná paliva:  černé uhlí koksovatelné, černé uhlí energetické, hnědé uhlí a lignit, antracit, brikety černouhelné, brikety hnědouhelné, koks atd.
- Kapalná paliva: ropa, motorový benzin, motorová nafta, topný a ostatní plynový	olej, topný olej nízkosirný, topný olej vysokosirný, petroleje atd.
- Plynná paliva: zemní plyn karbonský, zemní plyn naftový, koksárenský plyn, energoplyn, generátorový plyn, vysokopecní plyn atd.
- Elektřina a teplo
- Obnovitelné zdroje: voda, vítr, fotovoltaika, biopaliva atd.

Každá z těchto základních statistik je sestavována na základě bilančního principu, tzn. je sestavena zdrojová část a k ní zároveň příslušná část spotřební.
Vyvrcholením energetické statistiky je sestavení celkové energetické bilance státu, do které vstupují všechny výše uvedené energetické statistiky.
Data energetické statistiky vstupují do řady dalších oblastí, např. výpočty bilance a inventarizace emisí znečišťujících látek do ovzduší, výpočet emisí skleníkových plynů, národní akční plán ČR energetické účinnosti, národní akční plán ČR pro energii z obnovitelných zdrojů, výpočty pro plnění povinnosti ČR udržovat minimálních zásoby ropy a ropných produktů, státní energetická koncepce atd.